# Unione Sportiva Lecce 2002-2003
Questa voce raccoglie le informazioni riguardanti l'Unione Sportiva Lecce nelle competizioni ufficiali della stagione 2002-2003.

## Stagione
Dopo la scorsa retrocessione dalla Serie A, nel campionato di Serie B 2002-2003 il Lecce, allenato ancora da Delio Rossi, si è candidato per l'immediata risalita. Dopo le prime 3 giornate con un pari, una vittoria e una sconfitta a Genova contro la Sampdoria, la squadra salentina ha messo a referto una striscia di 14 giornate (12 da calendario, più i recuperi dei primi 2 turni) senza sconfitte. Il terzo posto finale con 63 punti ha garantito la promozione, giunta all'ultima giornata del campionato il 7 giugno 2003, grazie alla vittoria casalinga per 3-0 contro il Palermo. Proprio i siciliani avevano fermato, al termine del girone di andata, la striscia positiva dei salentini. Sono salite nella massima serie con il Lecce, la Sampdoria, il Siena e l'Ancona. Nella Coppa Italia i salentini sono stati precocemente eliminati, al quinto girone del primo turno vinto dall'Ancona.

## Divise e sponsor
Il fornitore di materiale tecnico per la stagione 2002-2003 è stato Asics, mentre lo sponsor di maglia Provincia di Lecce.
| 1° Maglia | 2° Maglia | 3° Maglia |

## Rosa
| N. |                       | Ruolo | Calciatore            |
| -- | --------------------- | ----- | --------------------- |
| 1  | Italia (bandiera)     | P     | Generoso Rossi        |
| 2  | Francia (bandiera)    | D     | Philippe Billy        |
| 2  | Francia (bandiera)    | D     | Nicolas Laspalles     |
| 3  | Italia (bandiera)     | D     | Gianluca Colonnello   |
| 4  | Italia (bandiera)     | C     | Luigi Piangerelli     |
| 5  | Italia (bandiera)     | D     | Alberto Savino        |
| 6  | Italia (bandiera)     | D     | David Balleri         |
| 6  | Italia (bandiera)     | D     | Bruno Cirillo         |
| 7  | Bulgaria (bandiera)   | A     | Valeri Božinov        |
| 8  | Italia (bandiera)     | C     | Alessandro Conticchio |
| 8  | Italia (bandiera)     | C     | Giorgio Di Vicino     |
| 9  | Jugoslavia (bandiera) | A     | Mirko Vučinić         |
| 10 | Croazia (bandiera)    | A     | Davor Vugrinec        |
| 11 | Argentina (bandiera)  | A     | Aldo Osorio           |
| 12 | Francia (bandiera)    | P     | Stephan Coqu          |
| 13 | Italia (bandiera)     | D     | Cristian Silvestri    |
| 14 | Italia (bandiera)     | C     | Max Tonetto           |
| 15 | Italia (bandiera)     | D     | Alessandro Zoppetti   |
| 15 | Italia (bandiera)     | C     | Alfonso Camorani      |

| N. |                           | Ruolo | Calciatore           |
| -- | ------------------------- | ----- | -------------------- |
| 16 | Italia (bandiera)         | C     | Marco Donadel        |
| 17 | Italia (bandiera)         | C     | Marco Testa          |
| 17 | Jugoslavia (bandiera)     | P     | Vukašin Poleksić     |
| 18 | Uruguay (bandiera)        | C     | Guillermo Giacomazzi |
| 19 | Uruguay (bandiera)        | A     | Ernesto Chevantón    |
| 20 | Italia (bandiera)         | C     | Rodolfo Giorgetti    |
| 21 | Italia (bandiera)         | D     | Lorenzo Stovini      |
| 22 | Italia (bandiera)         | P     | Antonio Rosati       |
| 23 | Italia (bandiera)         | C     | Matteo Superbi       |
| 24 | Argentina (bandiera)      | C     | Cristian Ledesma     |
| 25 | Costa d'Avorio (bandiera) | A     | Axel Konan           |
| 26 | Italia (bandiera)         | D     | Erminio Rullo        |
| 27 | Mali (bandiera)           | C     | Drissa Diarra        |
| 28 | Paesi Bassi (bandiera)    | C     | Djuric Winklaar      |
| 30 | Italia (bandiera)         | D     | Cesare Bovo          |
| 32 | Costa d'Avorio (bandiera) | D     | Arnaud Kouyo         |
| 33 | Slovenia (bandiera)       | A     | Sebastjan Cimirotič  |
| 78 | Italia (bandiera)         | A     | Alessandro Corallo   |
| 81 | Italia (bandiera)         | D     | Giuseppe Abruzzese   |

## Trasferimenti durante la stagione
Partenze
- Giorgio Frezzolini al  Venezia
- David Balleri al  Livorno
- Philippe Billy al  Bastia
- Alessandro Zoppetti alla  Reggina
- Alessandro Conticchio al  Torino
- Rodolfo Giorgetti alla  Salernitana
- Matteo Superbi alla  Salernitana
- Marco Testa al  Gualdo
- Djuric Winklaar al  Sora
- Alessandro Corallo al  Taranto
- Davor Vugrinec all' Atalanta

Arrivi
- Generoso Rossi dal  Venezia
- Bruno Cirillo dalla  Reggina
- Nicolas Laspalles dal  Nantes
- Alfonso Camorani dalla  Salernitana
- Giorgio Di Vicino dalla  Salernitana

## Risultati

### Campionato

#### Girone di andata
| Siena 5 novembre 2002 1ª giornata | Siena                | 0 – 0 | Lecce | Stadio Artemio Franchi\| Arbitro: \| Farina (Novi Ligure) \| |
| Arbitro:                          | Farina (Novi Ligure) |       |       |                                                              |

| Arbitro: | Brighi (Cesena) |

|                      |           |  |
| Chevanton 36’ (rig.) | Marcatori |  |

| Arbitro: | Rizzoli (Bologna) |

|                                               |           |                            |
| Gasbarroni 45+2’, 90+2’ Bazzani 71’ Volpi 76’ | Marcatori | 11’ Vugrinec 61’ Chevanton |

| Arbitro: | Pieri (Genova) |

|                              |           |               |
| Chevanton 68’ Giacomazzi 69’ | Marcatori | 60’ E. Baggio |

| Arbitro: | Rodomonti (Teramo) |

|  |           |                              |
|  | Marcatori | 53’ Chevanton 81’ Giacomazzi |

| Arbitro: | Pellegrino (Barcellona Pozzo di Gotto) |

|                                             |           |              |
| Giacomazzi 6’ Chevanton 84’ Cimirotic 90+4’ | Marcatori | 44’ M. Rossi |

| Arbitro: | Trentalange (Torino) |

|               |           |               |
| Anaclerio 90’ | Marcatori | 86’ Chevanton |

| Arbitro: | Ayroldi (Molfetta) |

|               |           |         |
| Chevanton 37’ | Marcatori | 39’ Baù |

| Genova 26 ottobre 2002 9ª giornata | Genoa             | 0 – 0 | Lecce | Stadio Luigi Ferraris\| Arbitro: \| Saccani (Mantova) \| |
| Arbitro:                           | Saccani (Mantova) |       |       |                                                          |

| Arbitro: | Castellani (Verona) |

|             |           |             |
| Lucenti 44’ | Marcatori | 60’ Vucinic |

| Lecce 10 novembre 2002 11ª giornata | Lecce           | 0 – 0 | Ternana | Stadio Via del Mare\| Arbitro: \| Dattilo (Locri) \| |
| Arbitro:                            | Dattilo (Locri) |       |         |                                                      |

| Arbitro: | Pieri (Genova) |

|              |           |               |
| Stellone 27’ | Marcatori | 32’ Chevanton |

| Arbitro: | Rizzoli (Bologna) |

|              |           |  |
| Vugrinec 51’ | Marcatori |  |

| Arbitro: | Bolognino (Milano) |

|                     |           |             |
| Italiano 49’ (rig.) | Marcatori | 69’ Ledesma |

| Arbitro: | Trefoloni (Siena) |

|                    |           |               |
| Chevanton 18’, 56’ | Marcatori | 43’ Bonfiglio |

| Arbitro: | Bergonzi (Genova) |

|             |           |             |
| Stovini 39’ | Marcatori | 50’ Schwoch |

| Arbitro: | Girardi (San Donà di Piave) |

|            |           |                                             |
| Degano 83’ | Marcatori | 27’ Piangerelli 36’ Chevanton 58’ Abruzzese |

| Lecce 13 gennaio 2003 18ª giornata | Lecce             | 0 – 0 | Cosenza | Stadio Via del Mare\| Arbitro: \| Rizzoli (Bologna) \| |
| Arbitro:                           | Rizzoli (Bologna) |       |         |                                                        |

| Arbitro: | Pieri (Genova) |

|                      |           |  |
| Di Napoli 24’, 90+4’ | Marcatori |  |

#### Girone di ritorno
| Arbitro: | Dondarini (Finale Emilia) |

|           |           |                |
| Konan 59’ | Marcatori | 86’ Tiribocchi |

| Arbitro: | Dondarini (Finale Emilia) |

|                       |           |             |
| Oliveira 24’ Fini 41’ | Marcatori | 90’ Cirillo |

| Arbitro: | Saccani (Mantova) |

|             |           |  |
| Vucinic 58’ | Marcatori |  |

| Arbitro: | Rizzoli (Bologna) |

|                             |           |               |
| Cammarota 49’ E. Baggio 81’ | Marcatori | 79’ Chevanton |

| Arbitro: | Morganti (Ascoli Piceno) |

|             |           |              |
| Bojinov 26’ | Marcatori | 13’ Bellucci |

| Arbitro: | Dondarini (Finale Emilia) |

|                 |           |                        |
| Fantini 8’, 45’ | Marcatori | 9’ Chevanton 28’ Konan |

| Arbitro: | Cannella (Palermo) |

|              |           |  |
| Camorani 50’ | Marcatori |  |

| Arbitro: | Tombolini (Ancona) |

|  |           |                    |
|  | Marcatori | 42’ (aut.) Pagotto |

| Arbitro: | Messina (Bergamo) |

|                              |           |           |
| Chevanton 54’ Giacomazzi 69’ | Marcatori | 47’ Breda |

| Arbitro: | Bertini (Arezzo) |

|                  |           |                 |
| Giacomazzi 45+1’ | Marcatori | 67’ M. Esposito |

| Terni 14 aprile 2003 30ª giornata | Ternana            | 0 – 0 | Lecce | Stadio Libero Liberati\| Arbitro: \| Preschern (Mestre) \| |
| Arbitro:                          | Preschern (Mestre) |       |       |                                                            |

| Arbitro: | Cassarà (Palermo) |

|              |           |             |
| Camorani 77’ | Marcatori | 36’ Dionigi |

| Arbitro: | Rodomonti (Teramo) |

|               |           |                              |
| Enyinnaya 74’ | Marcatori | 48’ Chevanton 53’ Giacomazzi |

| Arbitro: | Cannella (Palermo) |

|               |           |                      |
| Giacomazzi 6’ | Marcatori | 47’ (aut.) Silvestri |

| Arbitro: | Palanca (Roma) |

|                   |           |  |
| F. Caracciolo 39’ | Marcatori |  |

| Arbitro: | Bolognino (Milano) |

|             |           |             |
| Semioli 77’ | Marcatori | 63’ Vucinic |

| Arbitro: | Farina (Novi Ligure) |

|                                      |           |             |
| Maltagliati 13’ (aut.) Di Vicino 86’ | Marcatori | 52’ Perović |

| Arbitro: | Gabriele (Frosinone) |

|             |           |                 |
| Lentini 23’ | Marcatori | 7’, 47’ Vucinic |

| Arbitro: | Trefoloni (Siena) |

|                                         |           |  |
| Camorani 13’ Giacomazzi 47’ Bojinov 79’ | Marcatori |  |

### Coppa Italia

#### Girone 5
| Arbitro: | Rizzoli (Bologna) |

|              |           |               |
| Cecchini 87’ | Marcatori | 65’ Chevanton |

| Arbitro: | Bertini (Arezzo) |

|                      |           |                   |
| Chevanton 35’ (rig.) | Marcatori | 45+2’ (47) Tarana |

| Arbitro: | Brighi (Cesena) |

|                                      |           |                         |
| Di Venanzio 26’ Bonfiglio 58’ (rig.) | Marcatori | 2’ Silvestri 7’ Corallo |